# アリーナ・ザグレブ
アリーナ・ザグレブ（クロアチア語・英語: Arena Zagreb）はクロアチアのザグレブにある多目的アリーナ。

## 概要
2009年開催の世界男子ハンドボール選手権開催誘致を目的に建設。2008年12月に完成。主にハンドボールクロアチア代表の試合、フットサル、バレーボール、バスケットボールなどの試合に対応されている。
また、コンサートの開催も多く、ビヨンセ、デペッシュ・モード、レパ・ブレナ、トム・ジョーンズ、エロス・ラマゾッティらがライブを行った。